# Lelekovice
Lelekovice település Csehországban, a Brno-vidéki járásban. Lelekovice Vranov, Svinošice, Brno, Česká és Kuřim településekkel határos. Lakosainak száma 1986 fő (2024. január 1.).

## Népesség
A település lakosságának változását az alábbi diagram mutatja:
| Lakosok száma | 604  | 714  | 952  | 1264 | 1227 | 1771 | 1842 | 1862 | 1889 | 1986 |
|               | 1869 | 1900 | 1921 | 1961 | 1980 | 2011 | 2016 | 2019 | 2021 | 2024 |